# التعليم في إيران

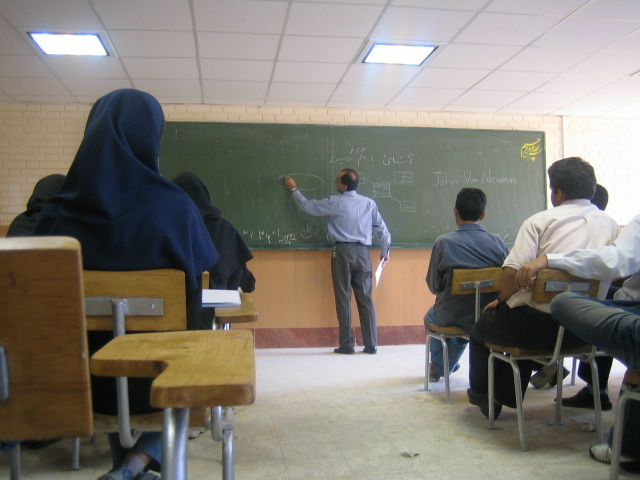
وصل عدد سكان إيران سبعين مليون نسمة عام 2006. أكثر من ثلثي الإيرانيين لا يتجاوز عمرهم الثلاثين. ونسبة الأمية تقل عن العشرين بالمائة.

التعليم في إيران يتمثل في اثنتي عشر مستوى قبل التعليم العالي، موزعة بين التعليم الابتدائ والثانوي، يضاف إلى ذلك التعليم العالي.

## إحصائيات
انظر أيضا سكان إيران